# Мальфатти, Франко Мариа
Франко Мариа Мальфатти ди Монтетретто (итал. Franco Maria Malfatti di Montetretto; 13 июня 1927, Рим, Италия — 10 декабря 1991, там же) — итальянский государственный деятель, председатель Европейской комиссии (1970—1972), министр иностранных дел Италии (1979—1980).

## Биография
Член Христианско-демократической партии Италии с 1951 г., представитель группы «Nuove Cronache», возглавлявшейся Аминторе Фанфани. Член Палаты депутатов национального парламента с 1958 г.
- 1963—1964 и 1966—1968 гг. — заместитель министра промышленности и торговли,
- 1968 г. — заместитель министра иностранных дел,
- 1968—1969 гг. — государственный секретарь по вопросам бюджета,
- 1969—1970 гг. — министр по вопросам государственного имущества,
- 1970 г. — министр по делам почты и телекоммуникаций Италии,
- 1970—1972 гг. — председатель Европейской комиссии, одновременно — Еврокомиссар от Италии. Именно во время его пребывания на этому посту были завершены переговоры о вступлении в ЕЭС Великобритании, Ирландии, Дании и Норвегии. Также был решен вопрос об усилении экономической интеграции и координации денежно-кредитной политики. Подал в отставку, чтобы помочь ХДП в подготовке к всеобщим выборам,
- 1972—1973 гг. — председатель комитета по бюджету и финансам Палаты депутатов,
- 1973—1978 гг. — министр образования,
- 1978—1979 гг. — министр финансов,
- 1979—1980 гг. — министр иностранных дел. Подал в отставку по состоянию здоровья.

В 1987 г. был главой итальянской парламентской делегации на заседаниях Совета Европы и Западноевропейского союза, с 1989 г. — глава политического секретариата христианских демократов.
Его семья передала в дар Университету Перуджи свою обширную библиотеку.

## Награды
- Большой крест ордена «За заслуги перед Итальянской Республикой» (24 декабря 1970 года)[1].